# T-33A入間川墜落事故
T-33A入間川墜落事故（T-33Aいるまがわついらくじこ）は、1999年（平成11年）11月22日に発生した航空機墜落事故。

## 概要
航空自衛隊のベテランパイロット2名がT-33Aによる年次飛行（デスクワークパイロットなどが年間に定められた飛行時間を確保し技量を維持するための訓練）からの入間基地への帰投中にエンジントラブルが発生した。墜落の直前まで2名は基地手前にある入間川沿いの住宅地や学校を避けるために操縦を続けた結果、脱出が遅れ共に殉職した。
民間人の死傷者が全く出なかった一方、墜落直前に東京電力の送電線を切断して首都圏の大規模停電を惹き起こしたうえ、マスコミがT-33Aを「練習機」として報じたため、経験の浅い訓練生の技量不足により事故が生じたとの誤解も広まり（実際には航空学生の中等訓練はT-4の使用に切り替わっている）、当初一部から批判が出た。しかし、実際には技量に優れたベテランパイロットが服務の宣誓通り「危険を顧みず」に被害の低減に努めたことが次第に明らかになり、反響が広がった。

## 経緯

### 事故発生

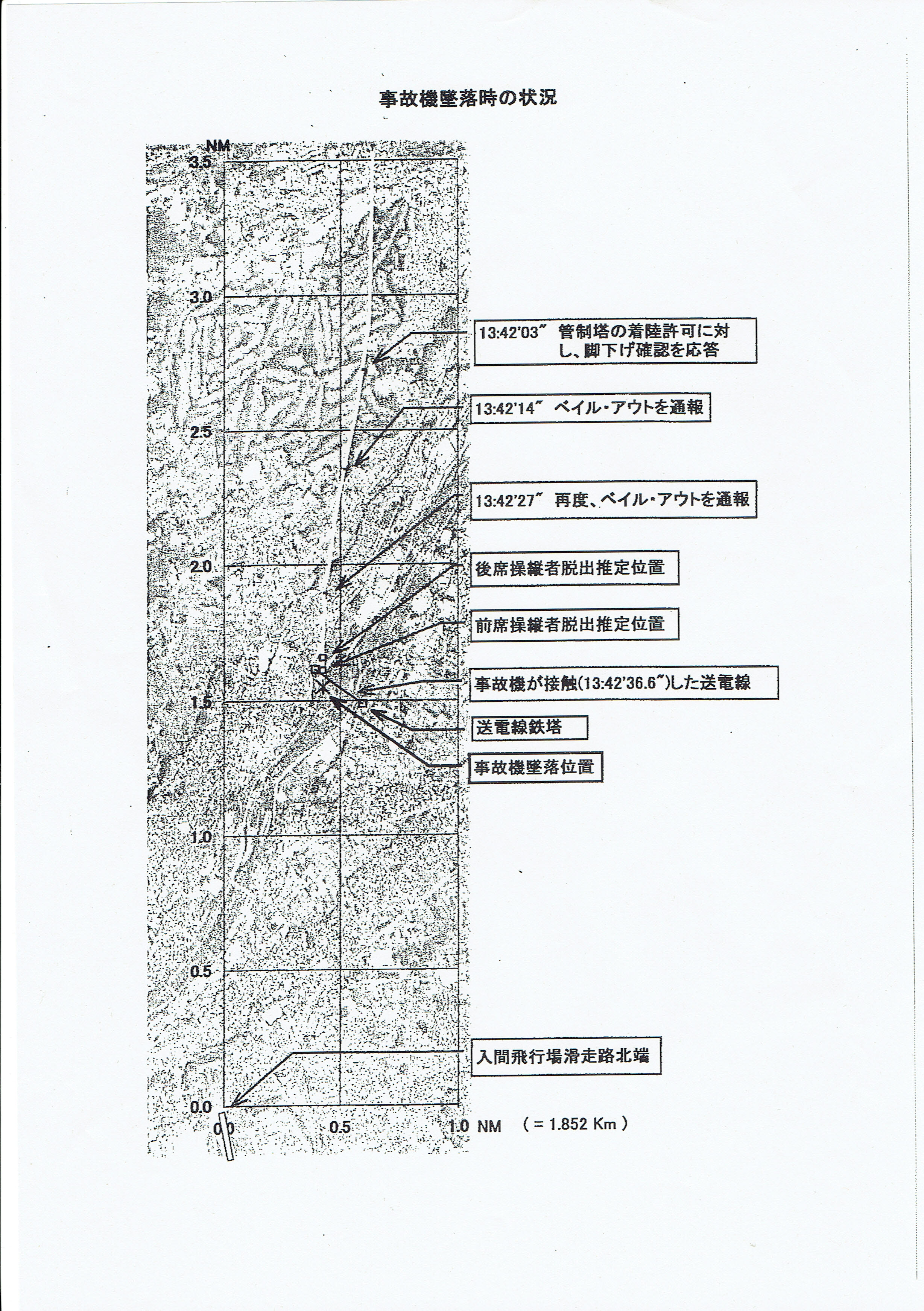
平成12年4月防衛庁発表『T-33A墜落事故の航空事故調査結果の概要について』添付書類「事故機墜落時の状況」。情報開示請求により防衛省より取得。

事故の経過は次の通り。Faust（ファウスト）38は事故機のコールサイン。
- 13時02分 - 47歳男性二等空佐（階級は当時）・48歳男性三等空佐（同）の操縦によりT-33Aが入間基地を離陸。二佐は過去に飛行教導群に所属し、1998年（平成10年）の戦技競技会に第6飛行隊長として出場して優勝を飾っており、指揮幕僚課程を履修するエリートである。三佐は1987年（昭和62年）に第201飛行隊において人格・指揮能力・空戦技術など全てに優れた戦闘機パイロットの証である"ベストガイ"の初代称号を与えられていた[5][6]。二佐の総飛行時間は5,228時間、三佐の総飛行時間は6,492時間であった（戦闘機パイロットは2,000時間以上がベテランとされる）。
- 13時11分 - 入間基地北方の訓練空域において訓練開始。
- 13時32分 - 訓練を終了し、入間基地への帰投開始。
- 13時36分 - 入間管制塔と通信設定。
- 13時38分 - マイナートラブルの発生を通報、滑走路への進入ポイントへの直行を要求（Minor trouble, request direct initial.　Present position now 21 NM north.）。高度約2,500フィート。
- 13時39分02秒 - 「ちょっと えー振動、えーと 変な音がしてオイルの臭いがしますので降ります。」（日本語による通信。交信記録ママ。）高度約2,300フィート。
- 13時39分49秒 - コックピットでの煙の発生を通報、直線進入による着陸を要求（Cockpit smoke, request straight in full stop.）。高度約2,500フィート。
- 13時40分14秒 - 緊急事態を宣言（Declare emergency, now 10 NM north.）。高度約2,200フィート。
- 13時40分53秒 - （管制塔からのこのまま着陸させてよいかの問いに対し）「大丈夫だと思いますが。」
- 13時41分14秒 - （管制塔からの照会に対し）コックピットでの煙を再度通報。高度約2,500フィート。
- 13時42分03秒 - 管制塔からの着陸許可と脚下げを確認。（Faust 38, gear check, cleared to land.）高度約1,200フィート。霞ヶ関カンツリー倶楽部上空を通過。
- 13時42分14秒 - ベイルアウトを通報(Bailout.)。高度は約1,000フィート。このころ事故機は急速に降下率が上がっている。東京ゴルフ倶楽部上空を通過。機首方向には狭山市柏原の住宅地が広がっていた。
- 13時42分27秒 - 再度ベイルアウトを通報(Tower, Faust 38 bailout.)。高度は約700フィート。すでに機体はバランスを崩し、脱出に必要な高度・角度は確保できない状況だった。柏原ニュータウン上空に差し掛かる。

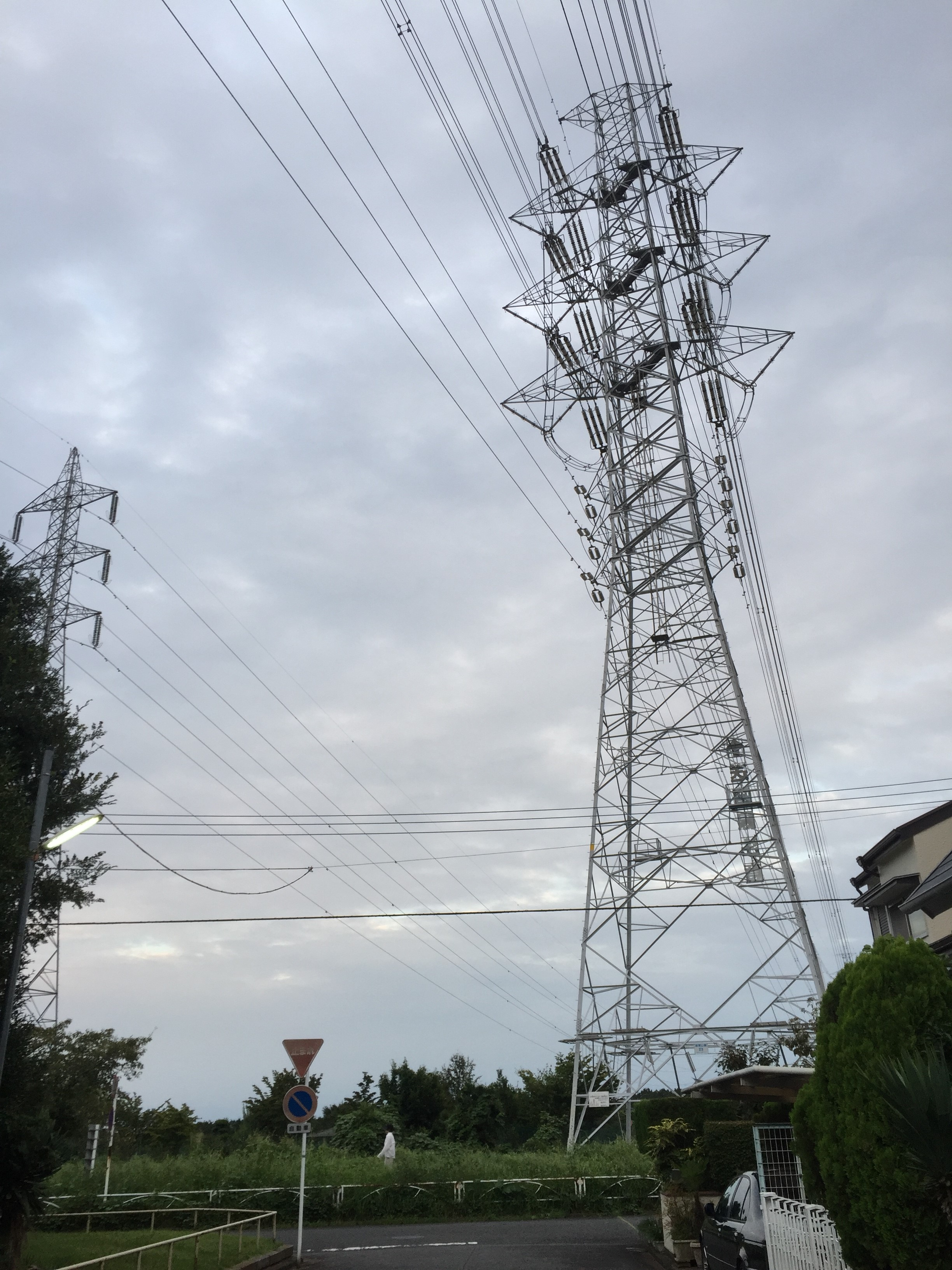
事故機が切断した南狭山線（右側）。鉄塔の手前には閑静な住宅地が広がる。

- 13時42分34秒〜36秒頃　- 両パイロット、射出座席により脱出。この間に入間川河川敷に差し掛かっていた機体は、東京電力新所沢変電所と志木支社志木制御所狭山分室を結ぶ南狭山線の架空地線に接触。この架空地線の高さは約200フィート。
- 13時42分36.6秒 - 架空地線下の275kV超高圧送電線に接触、5条を切断した後、機体は約90メートル離れた狭山リバーサイドゴルフ場のコース内に墜落した。なお、機体が送電線に接触しなかった場合、狭山環状有料道路の狭山大橋に激突し、民間人の死傷者が生じる可能性もあった[7]。両パイロットとも、パラシュートによる減速効果が得られないまま、地上に激突し即死した。
- 14時25分 - 鎮火[8]
- 17時01分 - 送電復旧完了[9]

### 事故による被害
送電線切断で南狭山線と併設されている日高線が停止したことにより、埼玉県南部及び東京都西部を中心とする約80万世帯が停電し、道路信号機や鉄道網を麻痺させることになった（後述の#大規模停電の発生）。
また、切断により送電線が支持を失って柏原中学校敷地に落下し、停められていた教員の自家用車に接触して車体を損傷させた。

### 原因解明
2000年（平成12年）4月、防衛庁は航空事故調査委員会による事故調査結果の概要を公表し、事故原因を燃料ホース又はフィッティングの一部から漏洩した燃料が発火しユニットが加熱・溶損しジェットエンジンへの燃料供給が絶たれたことによる推力低下とした。事故調査では燃焼による器材の著しい破損により燃料の漏洩原因及び発火源については特定に至らなかったが、発火源として電気配線の漏電又はコネクターの短絡の可能性を指摘している。

### 1回目のベイルアウト通報からの20秒間について
事故機にはコックピットボイスレコーダーが搭載されていなかったため交信記録以外の機内の会話等は記録されていないが、報道では、住宅地を避けようとして飛行を続けた結果、脱出が遅れたと推測している。
また、自衛隊における教育内容・事故の目撃証言に加えて、以下の状況証拠から二佐および三佐は近隣住民への被害を避けるべく限界まで脱出しなかったことがほぼ確実視される。
- 上記交信記録でも確認されるとおり、事故機は当初入間基地への着陸を企図して滑走路進入ポイントに向けて飛行していたが、墜落の30秒前あたりから事態が急速に悪化して帰投が絶望的となり、飛行可能な距離及び時間が僅かしか残されていなかったこと。かつ、経験豊富な両パイロットがそれを十分認識しうること[要出典]。
- 1回目のベイルアウト通報が出された13時42分14秒時点では、T-33Aの射出座席に「ゼロ・ゼロ射出[注釈 1]」の能力がないことを加味してもパイロットの生還は可能であったといわれるが、両パイロットはその後約20秒に亘り機内に留まっていること[要出典]。

航空事故調査委員会も以下の点から、事故機操縦者は脱出によってコントロールを失った航空機が民家等に被害を与える可能性の局限を図ろうとしたと推定している。
- 緊急脱出は、13時42分14秒及び同27秒に通報されたが、この時点では、事故機は住宅密集地上空を飛行していたこと。
- 事故機操縦者は、その時点で脱出することなく、入間川河川敷に接近するまで操縦を継続し、送電線接触直前の13時42分35秒前後に脱出したこと。

また、両パイロットが脱出不可能な段階になってからも脱出装置を作動させたことについては、脱出装置を担当した整備士が責任を感じないようにした配慮ではないかという見方もある。

### 事故機について

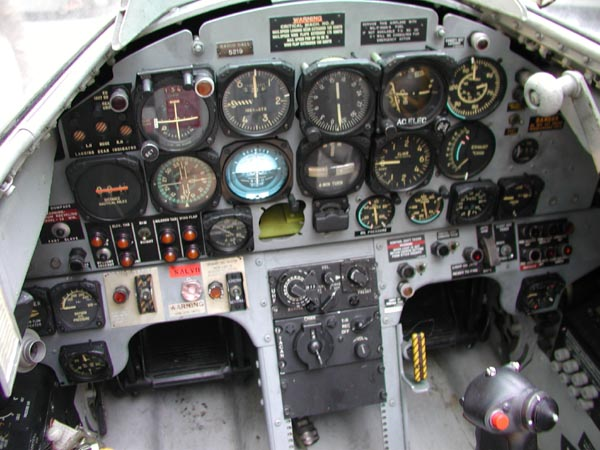
T-33Aのコックピット（第6航空団所属機）

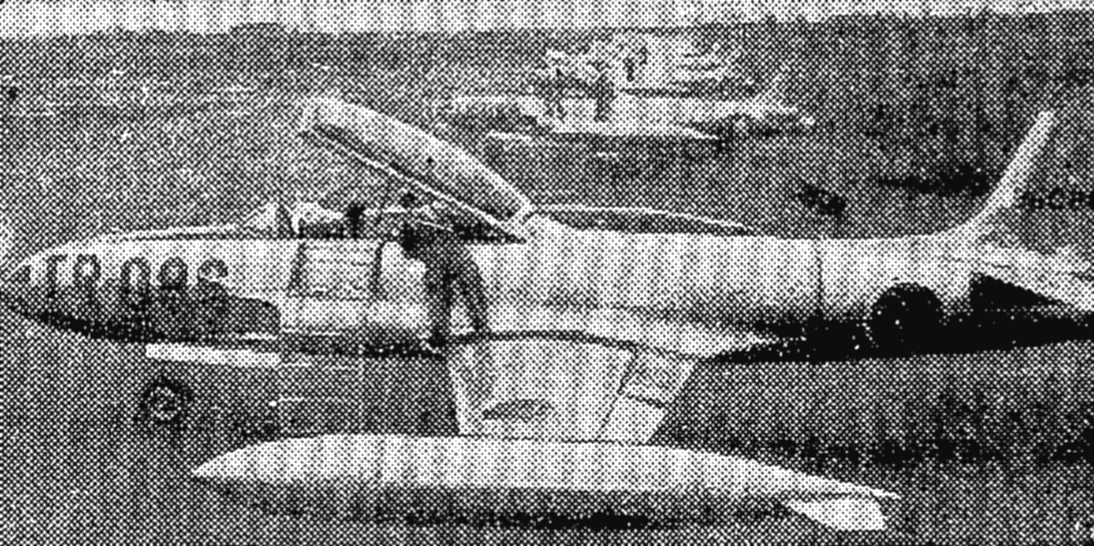
米軍から自衛隊に供与されたT-33A（1955年）

T-33シリーズは、世界30か国以上で採用され、多くの軍用機パイロットを輩出したベストセラー機であり、航空自衛隊でもT-33Aによる中等訓練を経て、2,000名以上のパイロットが輩出されている。
一方、試作機の初飛行は第二次世界大戦直後の1948年であり（原型機のF-80の初飛行は1944年）、航空工学の発展途上で設計された機体であるため、搭載しているのはアナログ計器だけのコックピットと、旧式化していた遠心式エンジン1基であった。
そのためパイロットにとっては、高度化したアビオニクスが導入された主力戦闘機や、計器類の配置を最適化しHUDも搭載したT-4などに比べて、操作が難しかった。また低空低速時の操縦性は良好であるが、アンダーパワーに由来する離着陸の困難さ（安全に接地可能な速度域が95～100ノットと極めて狭い）により、高い技量を求められるため、採用国の多くは訓練初期には離着陸を教官が行い、基礎訓練であるタッチ・アンド・ゴーは、機体特性に習熟してから始めるなど、運用を工夫することで対処していた。
このような機体特性も常に教官が同乗することから、アメリカ軍でも問題とされず、改良機のT2Vは1970年代まで運用されている。他にも脚下げ時に機体が左に滑る特性があるといわれ、コックピット内の煙・操縦系統の油圧喪失・脚下げ後の降着装置による空気抵抗に加えて、そのような機体特性が墜落直前の操縦を一層困難にしていた可能性がある。
墜落した機体（機体番号：51-5648、製造番号：580-9186）は、航空自衛隊が発足した1954年（昭和29年）にロッキードで生産され、同年にアメリカ軍から無償供与を受けたものであり、航空自衛隊が保有する中でも特に古いものであった。
川崎航空機工業などによるライセンス生産開始に伴い、一時余剰機として岐阜基地の第2補給処でモスボール保管されていたが、後に配備されたライセンス生産機の退役に伴い、再度整備のうえ復帰し、年次飛行や連絡任務等に使用されていた。当機の耐用命数は1,068時間残っており、2002年（平成14年）まで運用して、耐用命数を使い切って退役を迎える予定であった。
なお、当時運用されていた同型機（当機含めて9機）は、いずれも航空自衛隊設立期にあたる1954年から1955年にかけて、アメリカ軍から無償供与されたものであり、航空自衛隊で最も初期に導入された機体のほうが、モスボール保管により損耗が抑えられ、最後まで残るという逆転現象が起きていた。
T-33Aは、機体が丈夫で運用期間が長かったこともあり、航空自衛隊が保有した全278機のうち、59機が事故による喪失で除籍されている。

## 大規模停電の発生
1999年（平成11年）11月22日13時42分から東京都の23区、多摩地域、埼玉県南部などで計約80万軒で停電が発生した。
家庭電化製品故障、家屋屋根損壊、パソコンの故障及びデータ損失、不動産被害（ゴルフ場、畑）、工場の機械故障、パチンコ店の営業被害、スーパーマーケットの冷蔵食品損壊、商店のレジ故障、錦鯉の酸欠死等の被害が防衛庁に寄せられ、国家賠償法に基づく補償が行われた。
送電の復旧は発生から31分後の1999年11月22日14時13分だった。また停電の全復旧は発生から3時間19分後の17時01分だった。電力設備は仮復旧された後、1999年11月27日18時00分に本復旧した。
東京電力からも、送電設備の被害分や顧客への停電時に対する料金割引負担に対する損害賠償請求があり、これに対しては示談により、防衛庁から6,600万円が支払われた。

## 事故についての報道
事故翌日朝刊での各紙の報道は以下の通り。
- 朝日新聞：1面トップで報道。見出しは「東京・埼玉80万戸停電　空自機墜落で高圧線切断 交通・ATM乱れる」。30・31面でも紙面の大部分を割いて事故がとりあげられ、その殆どが停電による被害を伝える内容であったが、31面では「住宅避け脱出遅れる？」との小見出しで「二人は機体の向きを密集地から離すため逃げ遅れたのではないか」との防衛庁のコメントを掲載。
- 読売新聞：1面トップで報道し、見出しは「空自機墜落 高圧線切断 都内・埼玉80万世帯停電　入間川河川敷乗員2人死亡」。38・39面でも紙面の大部分を割いて事故がとりあげられる。朝日新聞同様事故による被害を中心とした報道であったが、1面で「（防衛庁は）墜落直前まで人家を避けようとして入間川の方にずれていったとみている。」とパイロットの奮闘の可能性に触れ、39面では「民家避け脱出遅れる？」との小見出しで、目撃者の住民の「機体は爆発の後、団地を避けるように低空で急旋回し、河川敷の方に向かった。被害の拡大を防ごうとしたのではないか」という声や、航空幕僚監部の「制御不能なら脱出せよ、ただし民家に被害がないように、と教育している。かれらはぎりぎりのところで脱出したのではないか」とのコメントを掲載。
- 毎日新聞：1面トップで報道し、見出しは「空自機墜落、高圧線を切断 80万世帯が停電 東京埼玉 都市機能マヒ」。29面でも事故について報じ、「あわや大惨事に」の小見出しの記事の中で、空自の「民間に被害が起きないように、川に沿って進入したのでは」との推測を掲載。
- 産経新聞：1面トップで報道し、見出しは「首都圏80万世帯 停電　自衛隊機が墜落、送電線切断」。28・29面でも紙面の大部分を割いて事故がとりあげられる。いずれも事故による被害を中心とした内容。ただし、翌日朝刊の社会面に掲載された「危機回避で脱出遅れ？」との原因調査開始を伝える記事の中で、パイロットが住民の巻き添えを避けようと危険回避のコース取りを最後まで行い、脱出が遅れた可能性に触れる。
- 日本経済新聞：「空自機墜落、80万戸停電 高圧線切断 東京・埼玉に影響 乗員2人死亡」の見出しで1面掲載。39面でも事故について取り扱うが、事故による被害や小渕恵三首相の「残念の極みだ。原因を究明し、二度とこうしたことが起こらないように対処してもらいたい」とのコメントの掲載のみ。
- しんぶん赤旗：「自衛隊機墜落、送電線切る 埼玉、東京 80万世帯が停電、交通混乱」の見出しで1面掲載。14・15面でも事故を報じ、近隣住民の「いつかこんなことがあると思っていました。四年前、防衛庁に『頭の上を飛ばないでほしい』と、自治会で要望したことがあるんです。そのとき『頭の上ではなくて、河川敷の上を飛んでいる』といっていました。河川敷なんてすぐそばです。墜落のさい火が出ていたら火事になっていたかもしれないのに…」とのコメントを掲載した。

## 事故のその後

### 航空自衛隊の措置
事故翌日の11月23日に、残存している全T-33A及び入間基地の緊急用を除く全機の飛行停止命令処分が、防衛庁から課される。
11月29日、入間基地の航空機飛行停止命令は解除されたが、T-33Aの飛行停止命令は継続され、そのまま2000年（平成12年）6月に全機除籍された。
殉職した2名とも、1999年11月24日付で2階級特別昇任した。

### パイロットを称賛する動き
入間基地近隣にある狭山ヶ丘高等学校校長の小川義男が、1999年12月1日付の学校通信「藤棚」に本件に関して「人間を矮小化してはならぬ」と題して、両パイロットの自己犠牲を讃える文章を掲載。
2000年（平成12年）3月14日の参議院外交・防衛委員会で、自由党の田村秀昭が上記「人間を矮小化してはならぬ」を取り上げ、防衛庁長官が事故の陳謝をするばかりで、殉職者に対するフォローがない状態について追及した。これに対して防衛庁長官である瓦力が、「（両名が）人家等への被害を回避すべく最大限の努力を行いまして、その結果脱出時期が遅れ、尊い命を犠牲にしたものと考えております」と述べ、改めて敬意と哀悼の意を表した上で、当日の記者会見では、2名の隊員に対して哀悼の意を表したが、限られた紙面・時間枠の中でメディアに取り上げられなかったのだと答弁している。
同年4月13日の衆議院安全保障委員会で、自由党の西村眞悟が再び「人間を矮小化してはならぬ」を引用。同じ委員会で、日本共産党の佐々木陸海が事故の原因究明と周辺自治体への説明が終了するまで全ての訓練を中止すべきと主張したのに対し、瓦力は「周辺の自治体の首長にも（中略）パイロット2名も、人家を避け、都民並びに埼玉県民の多くに停電等の御迷惑をおかけいたしましたが、命を捨てて、いわゆるそれらの事故を避けたわけでございまして、これらの事情も御勘案をいただきたいと思います」と答弁している。
同年に社会貢献支援財団が、両パイロットを表彰した。
2001年3月18日の防衛大学校卒業式で、富士通名誉会長の山本卓眞が来賓祝辞で本件に触れ、自衛隊の活動の成果が国民の理解と支持をもたらしていると述べた。
最終的に、パイロットおよび整備員に過失はなかったとして、2002年（平成14年）9月に埼玉県警察および狭山警察署は、被疑者不詳のまま航空危険容疑で浦和地方検察庁に送検した。この時点までに、両パイロットともさらに1階級特進し、それぞれ空将補・一等空佐となっている。
2014年3月22日、防衛大学校卒業式で訓示を行った内閣総理大臣の安倍晋三が、本件での両パイロットの行動について触れ、自衛隊員としての使命感と責任感について説いた。

### 事故に対する批判的な動き
日本共産党の阿部幸代参院議員・飯島邦男県議・共産党系市民団体は事件当日の午後に入間基地を訪ね、基地で実施中の航空総隊総合演習の中止を要求した。飯島県議は「一歩間違えば大惨事だった。わが党や住民の反対を無視して総合演習を強行し、このような事故を起こした責任は重大だ。入間基地の撤去を求めたい」と述べる。
その後も日本共産党や平和団体から、事故そのものの危険性やパイロットらへの"過度な"讃美を指摘する声があがった。更にはパイロットらによる居住区回避行為自体がなかったとの主張もあり、入間基地の滑走路の直線上に住宅地があることが"根拠"とされている。
事故後、狭山市・入間市・所沢市・飯能市・日高市の共産党系・平和団体等で構成する「基地周辺の安全を考える集い実行委員会」が、「埼玉の空が危ない　自衛隊機の墜落事故を風化させないために　いま平和を考える市民の集い」と称し、オスプレイ反対運動等の左派活動と結び付けて、毎年集会を開催している。